# Стасювка (Люблінське воєводство)
Стасювка (пол. Stasiówka) — село в Польщі, у гміні Ломази Більського повіту Люблінського воєводства. Населення — 132 особи (2011).

## Історія
За даними етнографічної експедиції 1869—1870 років під керівництвом Павла Чубинського, у селі переважно проживали греко-католики, які розмовляли українською мовою.
У 1975—1998 роках село належало до Білопідляського воєводства.

## Демографія
Демографічна структура станом на 31 березня 2011 року:
|          | Загалом | Допрацездатний вік | Працездатний вік | Постпрацездатний вік |
| -------- | ------- | ------------------ | ---------------- | -------------------- |
| Чоловіки | 70      | 12                 | 42               | 16                   |
| Жінки    | 62      | 10                 | 28               | 24                   |
| Разом    | 132     | 22                 | 70               | 40                   |